# Brian Rahilly
Brian Joseph Rahilly (Tarrytown, 6 aprile 1965) è un ex cestista statunitense, professionista nella CBA.

## Carriera
È stato selezionato dai Philadelphia 76ers al quarto giro del Draft NBA 1987 (85ª scelta assoluta), ma non ha mai giocato nella NBA.
Con gli Stati Uniti ha disputato i Campionati americani del 1993.